# 18127 Денверсміт
18127 Денверсміт (18127 Denversmith) — астероїд головного поясу, відкритий 24 липня 2000 року.
Тіссеранів параметр щодо Юпітера — 3,571.